# Belk (Alabama)
Pour les articles homonymes, voir Belk.
Belk est une municipalité américaine située dans le comté de Fayette en Alabama.
Selon le recensement de 2010, sa population est de 215 habitants. La municipalité s'étend sur 1,39 milles carrés (3,6 km2).

## Démographie
| 1970 | 1980 | 1990 | 2000 | 2010 |
| ---- | ---- | ---- | ---- | ---- |
| 64   | 308  | 255  | 214  | 215  |